# More Malice
| Оценки критиков | Оценки критиков |
| Источник        | Оценка          |
| --------------- | --------------- |
| Allmusic        | [ 1 ]           |
| RapReviews      | [ 2 ]           |
| HipHopDX        | (3.75/5)        |

More Malice — сборник американского рэпера Snoop Dogg. Альбом попал в чарт на позицию № 9 в Billboard 200, тираж альбома составил 15 500 экземпляров.

## Участники записи
Список участников подтверждён на Allmusic.
- Lucky Alvarez — дизайнер
- B-Don — продюсер
- Mike Bozzi — ассистент
- Aaron «A-Game» Brunson — клавишные
- Bun B — вокал
- Butch Cassidy — вокал
- Dae One — продюсер
- Makayla Davis — бэк-вокал
- Dee Dimes — бэк-вокал
- Scoop DeVille — продюсер
- Paul Devro — дополнительный продюсер
- Diplo — микширование, продюсер
- Dr. Dre — микширование
- Shon Don — звукоинженер
- The-Dream — вокал, продюсер
- Brian Gardner — мастеринг
- Martin Gee — фотограф
- Drumma Boy — продюсер
- Donovan Gold — фотограф
- Todd Harris — художественные работы
- Tasha Hayward — парикмахер-стилист
- Dustin Hess — бас-гитара
- Richard Huredia — микширование, ремиксы
- Mauricio Iragorri — микширование
- Holli Joyce Ivory — бэк-вокал
- Jaycen Joshua — микширование
- Jay-Z — вокал
- Young Guru — инженер
- Justin Keitt — бэк-вокал
- Kid Cudi — вокал
- Cha’nelle Lewis — бэк-вокал
- Kori Lewis — ассистент
- Giancarlo Lino — ассистент
- Mac Lucci — вокал
- Ryan McNeely — логотип
- Marq Moody — звукоинженер
- Luis Navarro — ассистент инженера
- Jesse Novak — ассистент инженера
- Estevan Oriol — фотограф
- Robert Reyes — ассистент инженера
- April Roomet — гардеробщик
- Marcus Rutledge — инженер
- Sakke — продюсер
- Snoop Dogg — аранжировщик, исполнительный продюсер, основной исполнитель
- Soulja Boy — вокал
- Miguel Starcevich — фотограф
- Tricky Stewart — продюсер
- T’yana Shani Stewart — бэк-вокал
- Ethan Sugar — звукоинженер
- Paul Sun — фотограф
- Super Ced — программирование ударных, продюсер
- Brian «B-Luv» Thomas — звукоинженер
- Pat Thrall — звукоинженер
- Frank Vasquez — звукоинженер
- Andrew Wuepper — звукоинженер
- Damizza — звукоинженер

## Чарты
| Чарт (2010)               | Пик позиция |
| ------------------------- | ----------- |
| US Billboard 200          | 29          |
| US Top R&B/Hip-Hop Albums | 10          |
| US Top Rap Albums         | 3           |

| Чарт (2010)               | Позиция |
| ------------------------- | ------- |
| US Top R&B/Hip-Hop Albums | 90      |